# Pulsar do Caranguejo

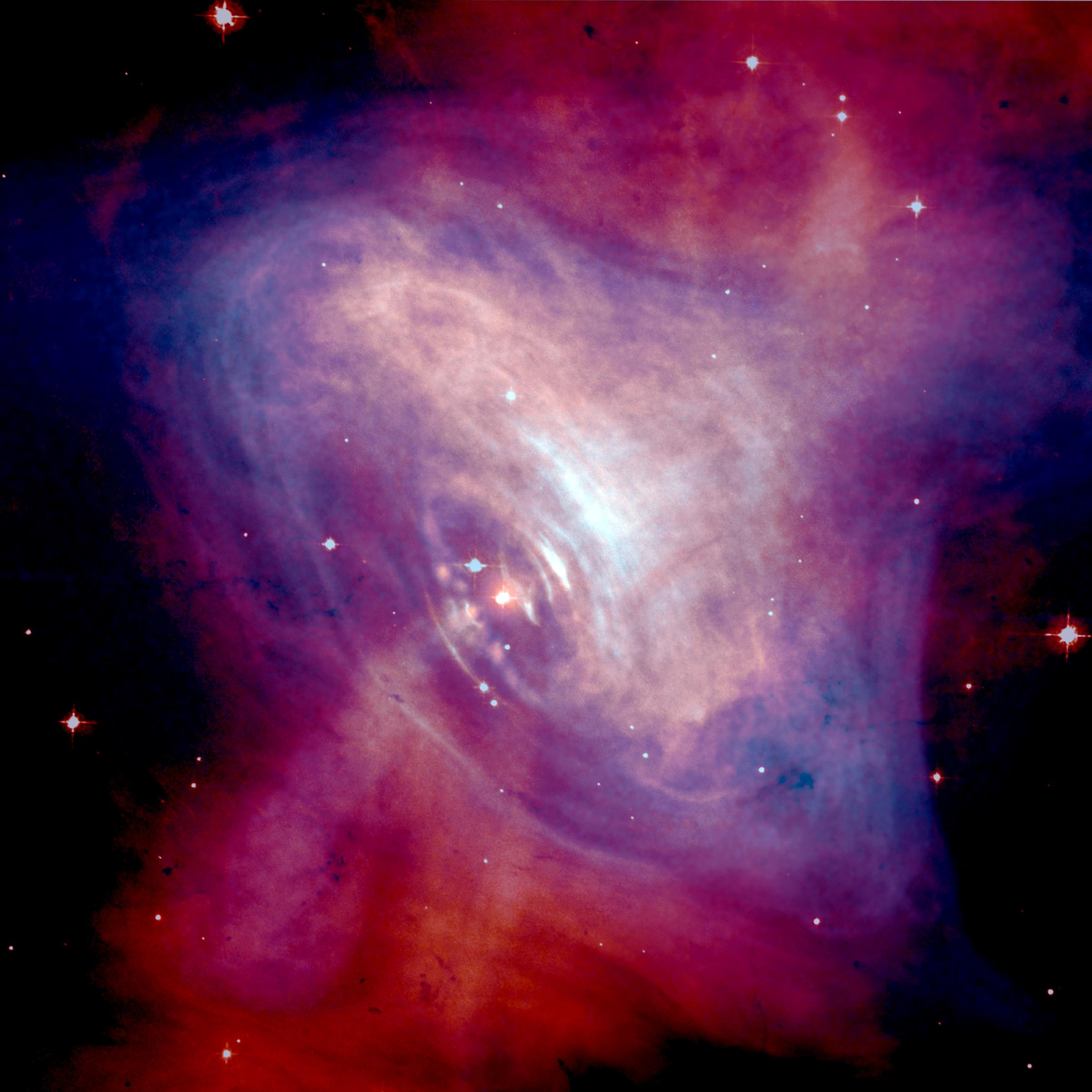
O Pulsar do Caranguejo. Esta imagem combina informações ópticas do Hubble (em vermelho) e imagens de raios-X do Observatório de raios-X Chandra (em azul).

Um vídeo em câmera lenta do Pulsar do Caranguejo feito com comprimento de onda de 800 nm utilizando uma câmera de imageamento sortudo da Universidade de Cambridge mostrando o pulso brilhante e o interpulso mais fraco.

O Pulsar do Caranguejo (PSR B0531+21 ou PSR J0534+2200) é uma estrela de nêutrons relativamente jovem localizada na Nebulosa do Caranguejo, descoberto em 1969. O pulsar tem aproximadamente 25 km de diâmetro e os "feixes" do pulsar giram uma vez a cada 33 milisegundos, ou 30 vezes por segundo. O vento relativístico transbordante da estrela de nêutrons gera emissão síncrotron, que produz a maior parte da emissão da nebulosa, desde ondas de rádio a raios gama. A característica mais dinâmica na parte interior da nebulosa é o ponto onde o vento equatorial do pulsar atinge a nebulosa que o cerca, formando um choque de terminação. O formato e a posição desta característica muda rapidamente, com o vento equatorial aparecendo como uma série de características parecidas com nuvens que imergem, tornam-se brilhantes e então, empalidecem, à medida que se movem para longe do pulsar em direção ao corpo principal da nebulosa. O período de rotação do pulsar está desacelerando na taxa de 38 nano-segundos por dia devido às grandes quantidades de energia levadas pelo vento do pulsar.
A Nebulosa do Caranguejo freqüentemente é utilizado como uma fonte de calibração na astronomia de raios-X. Ela é muito brilhante nos raios-X e sabe-se que a densidade de fluxo e o espectro são constantes, com a exceção do pulsar em si. O pulsar fornece um forte sinal períodico que é usado para conferir a regulagem de tempo dos detectores de raios-X. Na astronomia de raios-X, 'Caranguejo' e 'miliCaranguejo' são usados, às vezes, como unidades de densidade de fluxo. Um milicaranguejo corresponde à densidade de fluxo de cerca de 2,4x10−11 ergs s−1 cm−2 na banda de raios-X de 2-10 keV para um "espectro de raios-X do Caranguejo", que é aproximadamente uma função potencial da energia do fóton, I(E)=9,5 E-1,1. Pouquíssimas fontes de raios-X ultrapassam um Caranguejo em brilho.